# أوبري ماثيوز
أوبري ماثيوز (بالإنجليزية: Aubrey Matthews)‏ هو لاعب كرة قدم أمريكية أمريكي، ولد في 15 سبتمبر 1962 في باسكاغولا في الولايات المتحدة.

## وصلات خارجية
- أوبري ماثيوز على موقع مرجع كرة القدم المحترفة.كوم (الإنجليزية)